# Max Payne 2: The Fall of Max Payne
『Max Payne 2: The Fall of Max Payne』（マックス・ペイン2：ザ・フォール・オブ・マックス・ペイン）は、2003年にリリースされたサードパーソン・シューティングゲームで、マックスペインシリーズの第2作目。制作はレメディー・エンターテインメント、販売はロックスター・ゲームス。前作『マックスペイン』から2年後、ニューヨーク市警の刑事に復職したマックス・ペインを主人公とし、過去の悪夢に悩まされながらも活躍する中で、女暗殺者モナ・サックスとの不意の再会をきっかけに、再び死と裏切りに満ちた陰謀に巻き込まれる。そして解決のために警察を裏切り、彼女と共に歩むかの選択を迫られる。
ゲームシステムは前作を踏襲しており、プレイヤーは様々な武器とバレットタイム能力を使い、襲いかかる敵を倒していく。また、一部のステージではプレイヤーは主人公マックスに代わってモナを操作する。本作では前作の特徴であったバレットタイムが強化され、より多くの敵を倒すことで移動速度が上がり、銃器のリロードも瞬時に行えるように改良されている。物理エンジンHavokの採用により、ラグドール物理による制御も向上している。また、ストーリー面では従来のカットシーンの演出も踏襲されており、ボイスオーバー付きのコマ割りされたグラフィックノベルの絵で物語展開が説明されていく。前作が北欧神話やハードボイルド探偵小説を下敷きにしていたのに対し、本作ではフィルム・ノワールに見られるような悲恋劇が中心となっており、マックスとモナの関係が物語のテーマとなっている。
2003年10月にWindows版がリリースされた後、同年11月にXbox版、12月にPlayStation 2版がリリースされた。
本作も前作と同様に、批評家からそのアクションとストーリーが高い評価を受け、史上最高のテレビゲームの1作に挙げられる。一方で、プレイ時間の短さを批判する声もあった。2004年度のゴールデン・サテライト・アワードのアウトスタンディング・アート・ディレクション、GamePro、IGN、GameSpyのエディターズ・チョイス・アワードなど、いくつかの業界賞を受賞した。好評を博したものの、売上は悪く、ロックスター・ゲームスの親会社であるテイクツー・インタラクティブは、2004年の同社の財務状況予測の修正を余儀なくされた原因として本作を挙げている。
2012年5月に続編『マックスペイン3』がリリースされた。また2022年にはリメイク版が開発中であることが発表された。

## ゲーム内容
本作はサードパーソン・シューティングゲームで、プレイヤーは前作と同様に主人公マックス・ペインを操作する。ゲーム内容も前作と同様に、直線的（リニア）な複数のステージを攻略していく形であり、物語展開としては3つの章（チャプター）で構成される。第2章及び第3章の一部のステージではマックスではなく、本作のヒロインであるモナ・サックスを操作することになる。
ゲーム開始時において主人公は拳銃のみを所持しているが、進行に応じて他のハンドガン、ショットガン、サブマシンガン、アサルトライフル、スナイパーライフル、手投げ武器など、より強力な武器を使用できるようになる。プレイヤーは幕間におけるマックスの心中の独白を通じて、次の目標を知らされる。
本作も前作と同様に「バレットタイム」システムが採用されている。バレットタイム中は、画面はセピア調に変化し、時間の流れが遅くなる。使用はバレットタイムゲージで管理され、バレットタイム中はゲージが徐々に消費され、プレイヤーが任意で終了するか、ゲージが0になるとバレットタイムは終了する。ゲージは通常時に敵を倒すことで回復する。飛び込みジャンプなどで宙に浮いた状態でもバレットタイムが発動するが、この時はゲージは消費されない（シュート・ドッジ）。またバレットタイム中の効果をシミュレーションする「シュート・ドッジ・マヌーバ」という機能もある。他に戦闘システムの改良面では、マックスに手榴弾や火炎瓶などの副武器を持たせることができ、近接状態では拳銃で殴ることもできるようになった。またNPCがマックスを支援に来ることもあるが、彼らの死がゲームプレイやストーリーに影響を与えることはない。
本作の難易度は初回時は1つだけである。ただし、ゲームオーバー回数が多いなどプレイヤーにとって難易度が高すぎる場合は自動調整される。例えば敵AIが弱められ、鎮痛剤によるライフゲージの回復量も上がる。1度クリアすると他の難易度と、2つの特殊モード「New York Minute」と「Dead Man Walking」がアンロックされる。「New York Minute」は各ステージのクリア時間を基に獲得したスコアを競うモードである。「Dead Man Walking」は5つのステージのいずれかにおいて、無限にリスポーンする敵を撃破し、できるだけ長く生き延びることを目指すモードである。

## プロット
前作から2年後。マックス・ペインは、秘密結社「インナーサークル」の力によって無罪となり、ニューヨーク市警の刑事として復帰していた。本作ではマックスがここ数日のうちに起きた出来事を回想するという形で進む。
銃撃を受けて病院に入院していたマックスは数人の暗殺者たちによる襲撃を受ける。マックスはそれを逃れながら、病院内を移動し、最終的に死体安置所にたどり着く。そこでマックスは、最近自分が殺した女性の遺体を見つける。ここで物語はさらに数日前の夜にまで遡る。
ロシアンマフィアのボスで、友人でもあるウラジミール・レム（ヴラド）が所有する倉庫で起きた銃撃戦を捜査していたマックスは、倉庫内の銃器を狙ってやってきた殺し屋集団「クリーナー（掃除屋）」と出くわし、返り討ちにする。さらに前作の事件で死んだと思われていた女殺し屋のモナ・サックスとも偶然再会する。マックスはクリーナーについてヴラドから事情を聞き出そうとアジトである彼のレストランに向かうが、現在のニューヨーク・マフィアのアンダーボスで、マックスとも因縁があるヴィニー・ゴニッチの襲撃を受けており、ヴラドを助け出す。ヴラドによれば、ヴィニーは闇市場の銃取引を独占しようとしており、競合者のヴラドを排除しようとしているのだという。
自宅アパートでクリーナーの襲撃を受けたマックスは、モナが関係していると見て彼女を追跡する。その結果、クリーナーがインナーサークルを知る者を殺していることに気づく。マックスはクリーナーに殺害された上院議員の死体を発見するが、ニューヨーク市警は議員殺しの犯人としてモナを指名手配し、逮捕する。警察署内でマックスは、同僚の女刑事ヴァレリー・ウィンターソンが電話で誰かとモナについて会話している声を耳にする。その時、モナを狙ってクリーナーが警察署を襲撃し、マックスはやむを得ず彼女を脱出させ、彼女のアジトに逃げる。アジトでもクリーナーの襲撃を受けると、2人は協力して黒幕を見つけ出し、事件を解決することを決める。
マックス達は、見つけ出したクリーナーのアジトを襲撃して殲滅したところで、現場にヴァレリーがやってくる。ヴァレリーはマックスに逃亡犯のモナを逮捕するためというが、モナは彼女は自分を殺そうとしていると訴える。悩んだ結果、マックスはモナを逃すことを決め、ヴァレリーと撃ち合いになる。ヴァレリーは死ぬが、マックスも重傷を追う。ここで物語の時間軸は冒頭の病院に戻り、女性の遺体はヴァレリーであり、マックスが入院していた理由、襲撃者がクリーナーであることなどがプレイヤーに明かされる。
クリーナーを返り討ちにしたマックスは、インナーサークルの指導者で、実は上院議員であったアルフレッド・ウォーデンの元に向かう。そこで実はヴラドもインナーサークルのメンバーであり、彼が結社とニューヨーク裏社会の両方を牛耳ろうとし、クリーナーを雇っていた黒幕であったことが判明する。急ぎヴラドのレストランに向かうが、彼はヴィニーを殺すために出発した後であった。また、そこでマックスはヴァレリーがヴラドの愛人で、彼のために捜査情報などを流していたことなどを知る。
ヴラドの部下に襲撃されていたヴィニーを助けたマックスは、モナの隠れ家に向かう。しかし、先を読んでいたヴラドの待ち伏せに遭い、ヴィニーは射殺され、マックスは負傷する。モナに助けられたマックスは2人でウォーデンの屋敷に避難する。襲撃してきたヴラドの部下を返り討ちにしたところで、実はヴラドに内通していたモナが裏切る。しかし、彼女はマックスを殺すことができず、彼に抱いた感情に気づく。それを知ったヴラドはモナを撃ち、対峙したウォーデンを殺害する。燃える屋敷の中で、マックスはヴラドと戦い、彼を殺す。
警察が駆けつける中、致命傷を負っていたモナはマックスの腕の中で息を引き取る。マックスは悲劇に折り合いをつけ、次に進むことを決意する。ただし、最高難易度でアンロックされる別エンディングでは、モナは一命を取り留め、マックスにキスして終わる。

## 開発

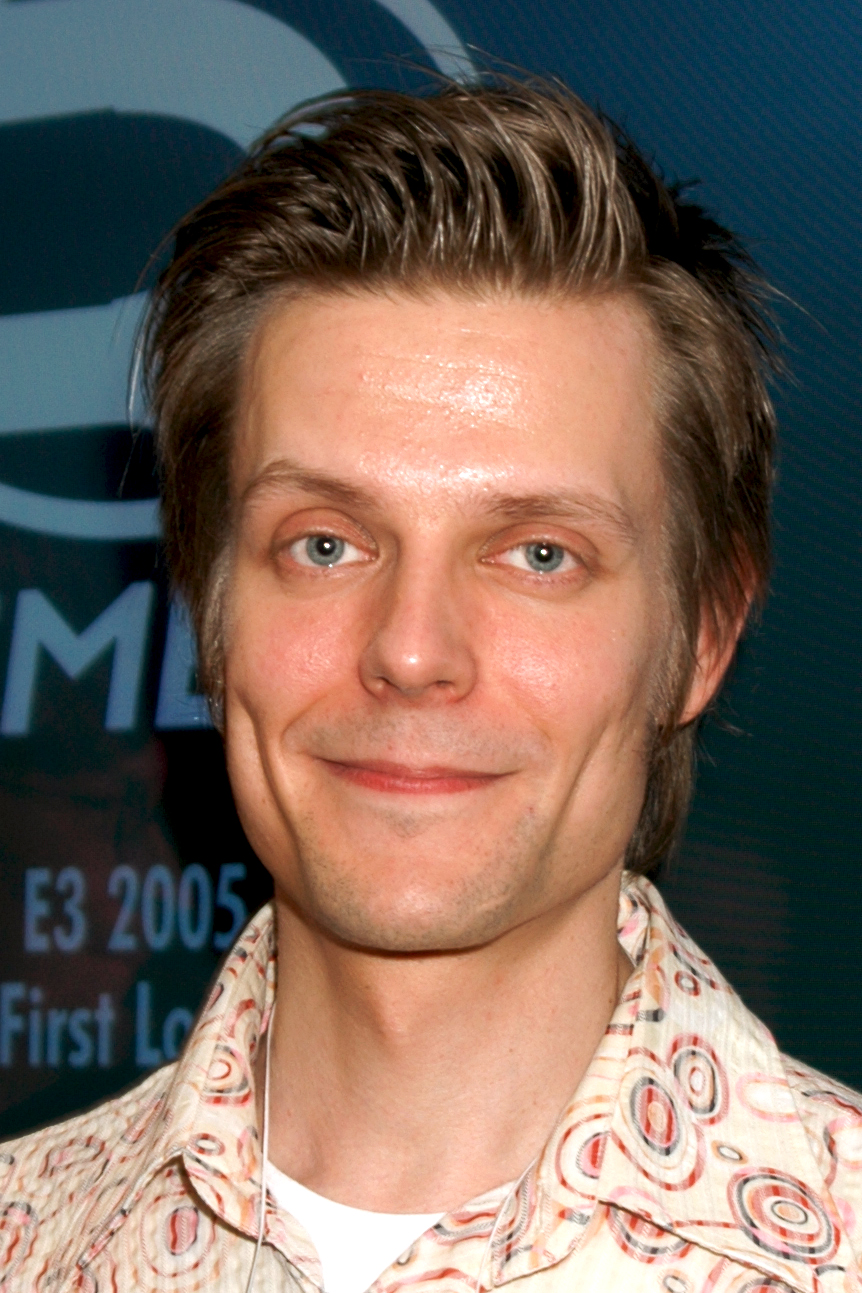
前作・今作と脚本を担当したサム・レイクは前作でのマックスの容姿のモデルであった。

2001年12月5日、テイクツー・インタラクティブは、レメディー・エンターテインメントと3D Realmsから、マックス・ペインに関する知的財産権（IP）を現金1000万ドルと株式97万株で買収し、続編となる『マックス・ペイン2』を販売する計画であることをプレリリースした。
その後、2002年5月22日にテイクツーはレメディー・エンターテインメントと3D Realmsに『マックス・ペイン2』の開発奨励金として、最大800万ドルを支払うことに合意したと発表した。
そして2003年9月3日にテイクツーは、続編が2003年10月15日に発売予定であると正式発表した。
前作において主人公マックスの外見デザインは、ゲームの脚本を担当したサム・レイクがモデルであったが、本作にあたってはプロの俳優であるティモシー・ギブスに変更された。声優は引き続きジェームズ・マカフリーが担当した。
プロットは、前作と同様にレイクが行い、マックスの役割に最も適しているとして、「フィルム・ノワール的なラブストーリー」とすることが決まった。レイクは、ストーリーが新境地を切り開くことに期待し、「少なくとも正しい方向への一歩だ。ゲームやゲームの中で展開される物語に、新しく、予想もつかない題材があることを期待したい」と語っている。
レイクは古典的フィルム・ノワールに見られる基本かつ典型的なジャンル要素は、物語を語る上で「大きな役割を果たす（can go a long way）」と述べ、敵対的で犯罪に満ちた都市、大雨の深夜に始まる物語、運の悪いシニカルでハードボイルドな刑事といった例を挙げた。レイクはマックス・ペインの続編を書くことを、「それ自体が芸術である」とみなした。
設定とキャラクターは既に確立しているために、レイクは続編のメイン目標を「良いものは残し、あまり良くないものを修正する」こと、そして物語を意外な方向に引っ張っていくことに決めた。脚本は前作の3倍もの長さとなった。レイクは、より複雑なストーリーがゲームにおけるリプレイ性の価値を高めると考えた。
前作と同様に本作のカットシーンの演出には、ボイスオーバー付きのコマ割りされたグラフィックノベルが採用されている。これはよくあるフルアニメーションのシネマティクスよりも効果的であり、コストも減らせると判断されてのものであった。また、その解釈をプレイヤーに委ねることによって「そのニュアンスは読み手の頭の中にある（中略）ゲーム内のプリレンダリングのシネマティクスでさえ、そのレベルに達するのははるかに困難であろう」と指摘している。
加えてゲームの開発中にはプロットの変更が生じた場合にもコミックのコマ割を再編することは容易だとわかった。
本作の開発で用いられたゲームエンジンは、前作のものと同じであるが、いくつか重要な改良が施されたものである。
本作はDirectX 8.1 のみのサポートであったが、反射、屈折、シェーダー、ゴーストなどの効果を最適利用することで、DirectX 9 の性能に近づけていた。開発者はエフェクトが上手く使われていたマックスの明晰夢のシーンを分析していた。このシーンでは画面や焦点がぼやけたように見える演出がなされていた。ポリゴン・カウント（1フレームにレンダリングされるポリゴン数）を増加させることでキャラクターモデルのエッジを滑らかにしていた。
また、キャラクターの表情表現の幅が格段に広げられていた。前作ではマックスの表情は1つしかなかったが、本作においては、しばしばニヤニヤと笑ったり、眉を動かすなどして様々な状況に応じた表情を見せることができた。
本作では物理エンジンに「Havok」が用いられ、開発者によれば「私たちのニーズに対して最適なソリューション」という理由で選択された。
本作の特徴である戦闘シーンを「よりリアルに、よりドラマチックに、より映画の様なアクションで」作るには専用の物理エンジンが不可欠であることに気がついたという。
物理エンジンにより、いくつかの状況がよりリアルに見せることができるようになった。例えば、戦闘中にプレイヤーは箱の後ろに隠れることができるが、敵の弾丸が箱に当たるとそれが倒れ、プレイヤーは別の遮蔽物に身を隠すために動かなければならない。また敵が壁を遮蔽物として隠れている場合には、その横に手榴弾を投げて弾き飛ばすことで、無防備な状態に追い込むことができる。
Havokエンジンは、武器、爆弾、火炎瓶がより自然に動作するように調整され、音響もよりリアルに聞こえるように調整されている。新しい物理エンジンは前作では不可能であった特定の動作も可能にした。箱を動かして重力の作用を受けさせたり、爆発によって吹き飛んだ敵の身体を自然に落下させたりすることが可能になっていた。
『マックス・ペイン』の特徴として知られた「バレットタイム」についても改良が行われ、開発サイドではこれを「バージョン2.0」と呼んでいた。
スローモーションになることで、敵をより簡単に倒すことが可能となるこのモードでは、倒すたびにバレットタイムゲージが一部回復し、連続で敵を殺すことが容易になると同時に、時間経過がさらに遅くなるように強化された。これは敵と距離をとって安全な場所から待ち伏せするのではなく、危険な状況に自ら積極的に呼び込ませるプレイを促すためのものであった。リロードアニメーションも一新され、バレットタイム中にリロードすると、マックスが敵の銃撃を避けるために身を屈め、カメラが回転することで戦闘状況を確認しやすくしたり、短い一時停止状態となってプレイヤーが攻略法を考える時間猶予が与えられるといったことが可能となった。
本作ではロックスター・ゲームスとレメディー・エンターテインメントが、開発ツールを公開することによって、プレイヤーがゲームを改造することもできた。こうした改造では、新しい武器やスキル、視点、環境、キャラクターを追加するなど、いくつかの機能を実行することができた。
音楽面では前作でも担当した作曲家のKärtsy HatakkaとKimmo Kajastoが制作を行った。ApocalypticaのメンバーであるPerttu Kivilaaksoによるチェロが特徴である。エンドクレジットの曲は、サム・レイクが作詞したバンドPoets of the Fallの『Late Goodbye』である。この楽曲は彼らのファーストシングルであり、フィンランドのシングルチャートで14位、Radio Suomipopのトップ30チャートで1位を獲得した。
ゲーム中にも何度も登場し、多くはキャラクターが歌ったり、鼻歌で流れる。

## 評価
本作は批評家から高く評価された。特にアクションとストーリー面で称賛を受け、一方で批判点としてはその短さに言及された。
オーストラリアのダイアリー・テレグラフ紙のスティーブ・ポラクは、前作も楽しんだとした上で「初代の魅力的な部分であった雰囲気やガンプレイ重視のアクションが生きている」、「傑出した」ゲームであると称賛した。前作と比較して、より洗練されたストーリー、よりプロフェッショナルな脚本、より優れた演技とグラフィックなど、制作価値が向上していると評している。また、マックスという複雑なキャラクター像は、しばしばゲームの主人公が単純化されたものだと感じていたポラクにとって歓迎する要素であった。
シドニー・モーニング・ヘラルド紙のダン・トゥースは「残酷だが美しい銃撃戦ゲーム」と評している。
ニュージーランド・ヘラルド紙のジョン・ミニフィは、ストーリーを高く評価し、「よく練られたノワールなストーリーを持ち、エンターテイメント性の高いダークな三人称シューティングだ」と評した。さらにレメディ社が、コンソール、特にXboxへの移植に成功したと評価し、PC版と同等のビジュアルであったことに着目している。しかし、PlayStation 2への移植版については「まあまあの仕事」と評し、その結果「かなり目に優しくない」品質で、より強力なプラットフォームには負けると断言した。
サンデー・タイムズ紙のスティーブン・プールは、「（前作と）まったく同じで、改良されただけ」と評し、最終的に「面白いが、衝撃的ではない」と述べている。この中では物理エンジンのおかげで、弾丸が当たった敵の反応が説得力のあるものになったと評価している。
トロント・サン紙のスティーブ・ティリーは、レメディ社が「素晴らしい仕事（killer job）」を行ったとし、前作の優れた点を維持しながら「他のすべてが調整・オーバーホール・強化（juice up）されている」としている。彼は前作のバレットタイムのファンであったがために、続編での「さらに印象的な」ビジュアルになったバレットタイムを高く評価している。また、本作の「実物そっくりな物理エンジン」が特に優れているとし、手榴弾を部屋の中に投げ込んだ際に、それが爆発して敵がリアルに宙を舞ったことを挙げている。他にもレメディ社がファンの不満を汲み取り、本作では明晰夢のステージが改善されるなど、前作の問題点を解決したと称賛している。しかし、全体的にリニアな（直線的な）構成には失望したとし、フィルム・ノワールのテーマ性に興味がないプレイヤーは本作を楽しめないだろうと指摘した。最後にゲームについて「ジョン・ウーやフランク・ミラーのタッチを加えた『ソプラノズ』を好む人たちを、興奮させるのに十分な洗練された映画的才能（flair）とあからさまな暴力（mayhem）がある」とコメントしている。
本作のアクションは何人かのレビュアーから称賛された。
GameZoneは、映画的でアクションに溢れていると評し、ラストシーンは大画面に相応しいと述べている。
同様にGameSpyは、アクションを「アドレナリンが溢れ出る（adrenaline-pumping）」と表現し、映画のものに匹敵するとした。
ストーリーについては称賛するものもあれば、批判するものもあった。
IGNのトム・マクナマラは、フィルム・ノワールの舞台でのプレイを楽しみ、それがマックスとモナの物語に劇的な深みを与え、「何が起こっているかを、より重要で興味深いものにしている。大騒動を引き起こすこともいいが、事態を複雑にする恋敵がいることは素晴らしく、モナ・サックスは間違いなく、その役割を担っている」と考えている。しかし、いくつかの「大げさな（hammy）」セリフにはうんざりしたという。
一方、1UP.comは、ラスボスについて、それ以外は素晴らしいゲームだったのに不完全なエンディングに変えたとし、サンデー・タイムズ紙のプールはストーリーを「辛口のチーズ（pungently cheesy、多少の刺激はあるが安っぽい）」と評した。
本作のストーリーの短さはGameSpotやIGNなどの批評家を失望させ、苦言を呈された。シドニー・モーニング・ヘラルドのトゥーズもまた、ストーリーの短さについては批判的であったが、高難易度とは別の特殊な「サバイバー」モードが、リプレイ価値を引き上げていると評価している。

### 受賞歴
本作はゴールデン・サテライト・アワード2004のOutstanding Art Directionのほか、Choice Awards from GamePro、IGN、GameSpy、GameSpot、Game of the Month from Game Informerなどの業界賞を受賞している。

### 売上
本作は好評を博したものの、売上は芳しくなかった。ロックスター・ゲームスの親会社であるテイクツー・インタラクティブは2004年の会社の売上高予想を修正したが、この理由の1つに本作の売上が期待外れだったことが含まれている。

## その他
2022年にはロックスター社から資金援助を受けたレメディ社が、自社のゲームエンジン「ノースライト（Northlight）」を使用して前作と本作のリメイク版を開発することが発表された。Windows版、PlayStation 5版, Xbox Series X/S版でのリリースが予定されている。